# Torpille G7a
 (juillet 2025).
Si vous disposez d'ouvrages ou d'articles de référence ou si vous connaissez des sites web de qualité traitant du thème abordé ici, merci de compléter l'article en donnant les références utiles à sa vérifiabilité et en les liant à la section « Notes et références ».
La G7A, ou plus exactement la G7A / T1, est un modèle de torpille allemande standard utilisé par les U-Boote pendant la Seconde Guerre mondiale. 

## Histoire

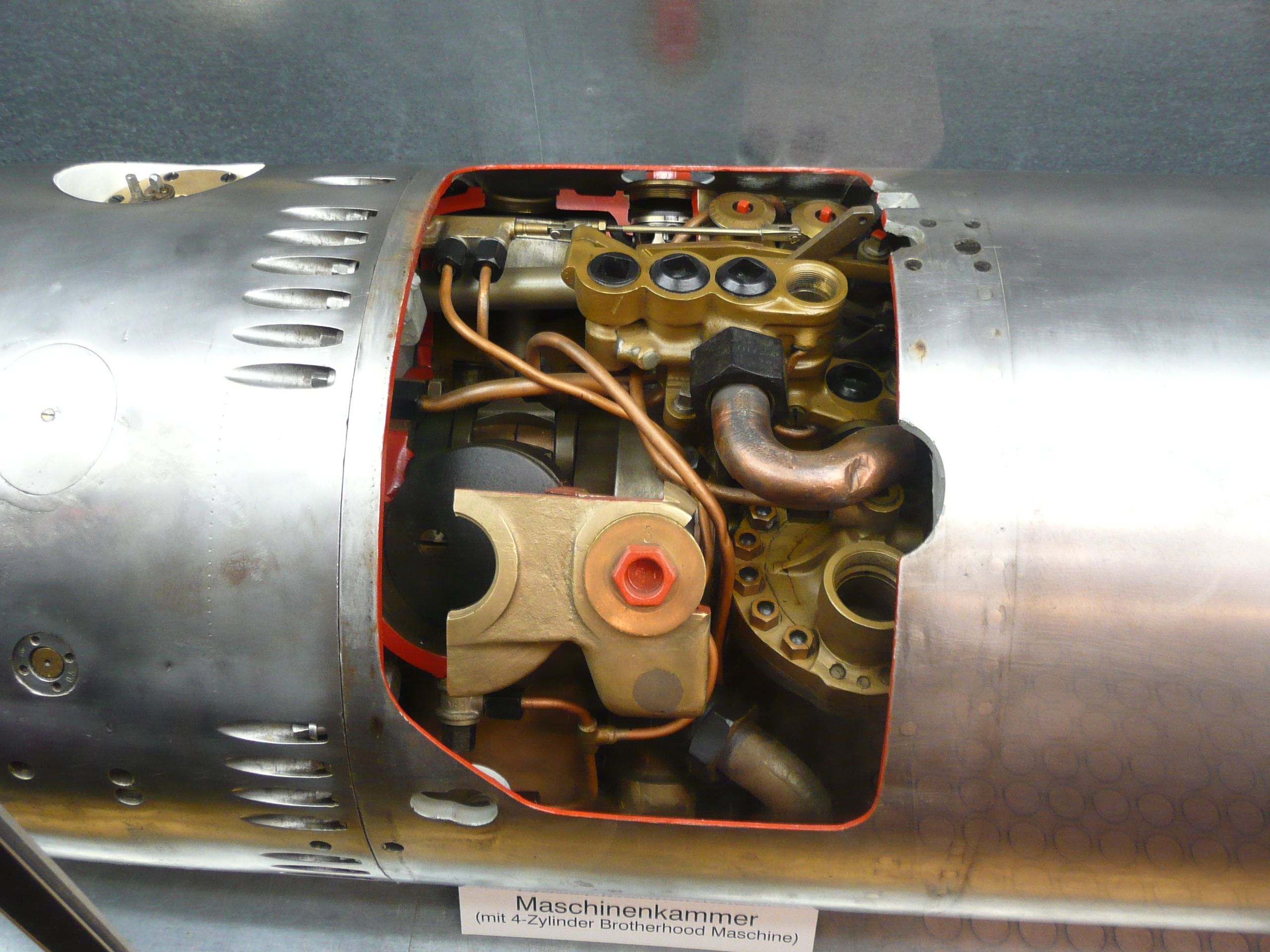
Moteur de G7a.

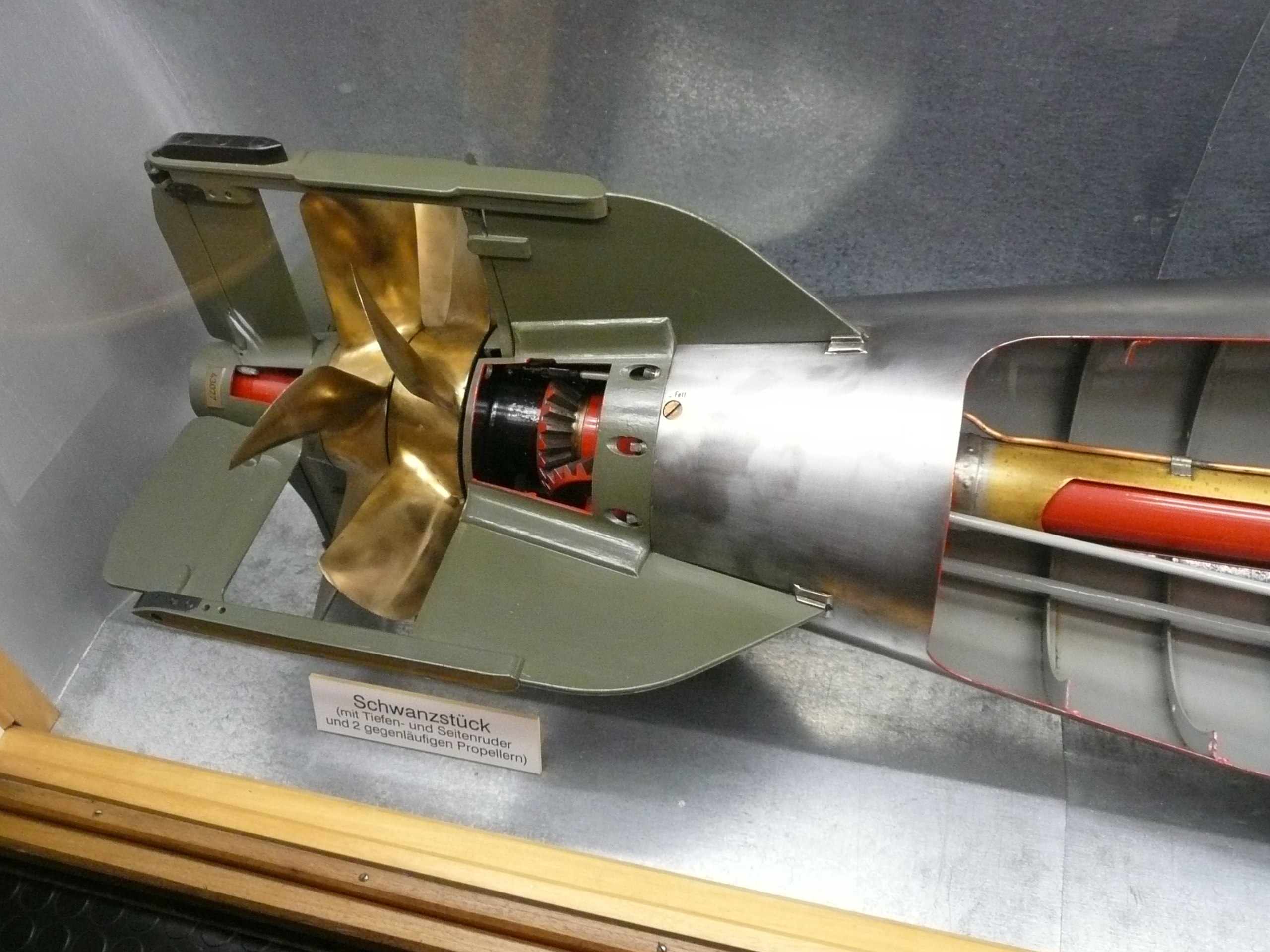
Propulseur de G7a.

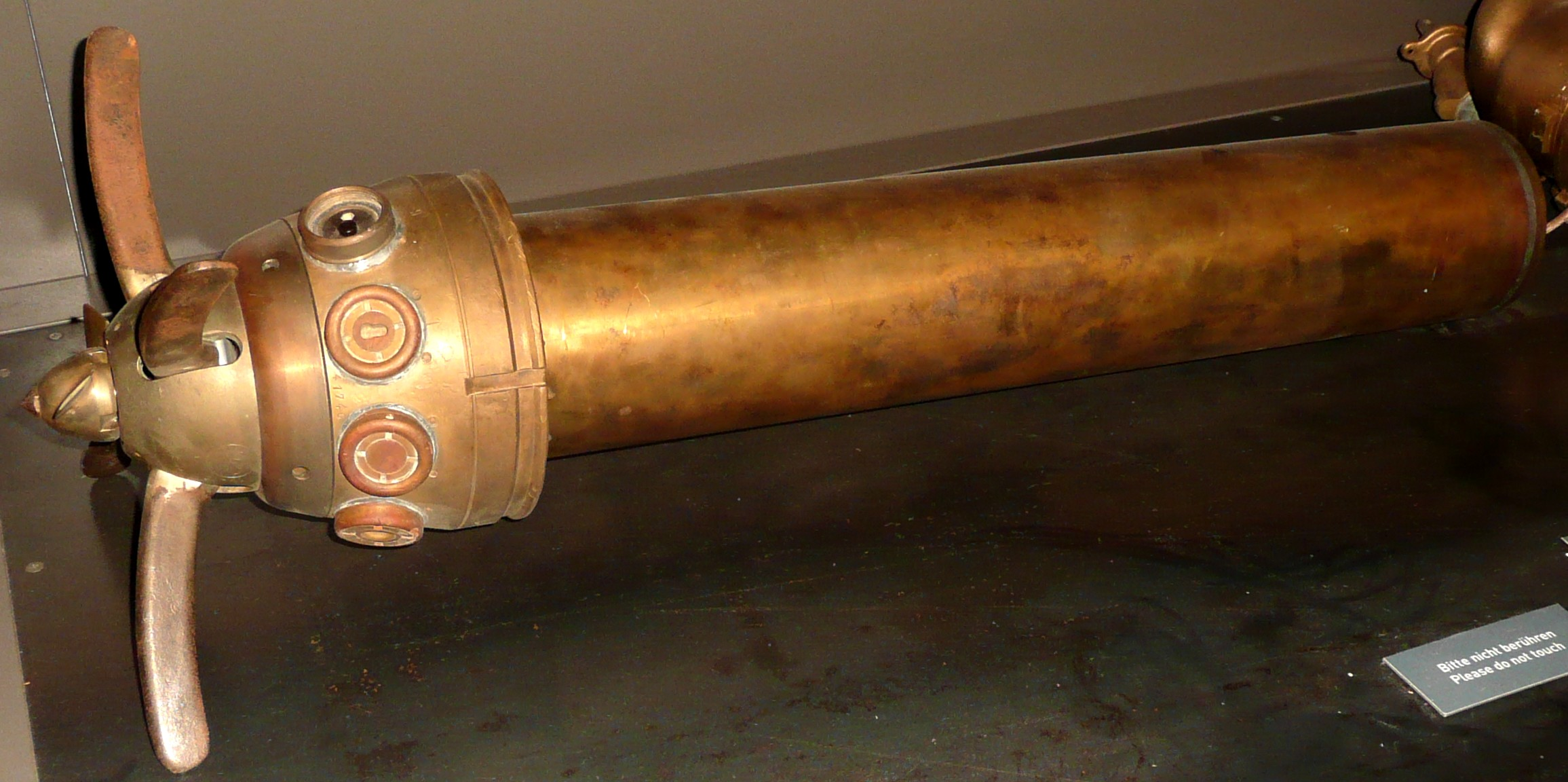
Détonnateur de G7a.

L'implication directe de l'Espagne dans le développement des torpilles allemandes débute à la fin des années 1920, lorsque l'homme d'affaires espagnol Horacio Echevarrieta décide de fonder une usine de torpilles à Cadix (Fábrica Nacional de Torpedos, F.N.T. / Usine nationale de torpilles) avec une capacité de production théorique de 100 torpilles par an et des torpilles allemandes fabriquées sous licence. Mais de la G7 créée pendant la Première Guerre mondiale, la lignée comprend la G7A (T1) d'avant-guerre, utilisant de la vapeur et laissant ainsi une traînée de bulles visible.
Ces torpilles à gaz/vapeur à moteur d'origine Peter Brotherhood (en) sont construites en Allemagne. Leur diamètre plus important permettait désormais des performances accrues dans presque tous les domaines. L'ogive pouvait être agrandie, et la capacité de la chaudière, tout aussi accrue, permet une plus grande portée et une vitesse plus élevée. Le moteur des anciennes torpilles G7v est essentiellement conservé, mais la course de piston plus importante permit d'augmenter ses performances de près de 50 %. Une nouvelle fusée et un dispositif de propulsion en ligne droite (VIII) sont installés. 
Il s'agissait d'une conception à vapeur, utilisant une chaudière brûlant de la décaline, avec une portée de 7 500 mètres (24 600 pieds) à une vitesse de 40 nœuds (74 km/h ; 46 mi/h). 
C'était une torpille à trajectoire rectiligne non guidée, contrôlée par un gyroscope. La T1 avait une vitesse variable, parcourant une distance de 5 000 m à 81 km/h (5 500 yd à 44 nœuds), 7 500 m à 74 km/h (8 250 yd à 40 nœuds) et 12 000 m à 55,6 km/h (13 200 yd à 30 nœuds). Le réglage à 44 nœuds était réservé aux torpilleurs comme les Schnellboots, équipés de torpilles à moteur renforcé.
L'ogive contient une charge d'environ 280 kg (620 lbs) de Schießwolle 36: 67 % trinitrotoluène, 8 % hexanitrodiphenylamine (en) et 25 % d'aluminium en poudre.
Les ailerons de guidage Woolwich utilisés auparavant durent être remplacés par une section de queue Whitehead, car ils causaient d'importants problèmes balistiques dans certaines positions de tir. Cependant, la section de queue Whitehead présente une traînée plus importante, de sorte que la vitesse maximale diminue d'un nœud, à 44 nœuds.
Les composants et les matériaux sont repensés pour s'adapter à la coque plus grande et permettre une production en série plus efficace. Par exemple, les formes de moulage défavorables sont évitées, les pièces embouties privilégiées et des matériaux et pièces conformes aux normes DIN sont utilisés autant que possible. En mars 1933, le développement de la G7a est officiellement déclaré achevé.
À l'été 1934, le premier tir a lieu dans le cadre des essais en flotte. Cependant, à cette époque, aucune torpille de série n'était disponible dans l'industrie ; on utilisa[style à revoir] alors des torpilles d'essai de l'Institut de recherche sur les torpilles. Les résultats positifs de ces essais militaires masquèrent les problèmes de la production en série, dont la résolution tarda jusqu'en 1942. Le contrôle de la profondeur, en particulier, se révéla inadéquat.
En 1936, la première torpille électrique de la Kriegsmarine est introduite avec la G7e(TII). Elle est remplacée à partir de 1942 par la G7e(TIII). La G7a(TI) reste en service comme torpille principale de la Kriegsmarine pendant toute la durée de la guerre, étant la seule torpille utilisée sur les navires de surface, aux côtés des torpilles électriques sur les sous-marins.